# زنان در نیروی هوایی ایالات متحده

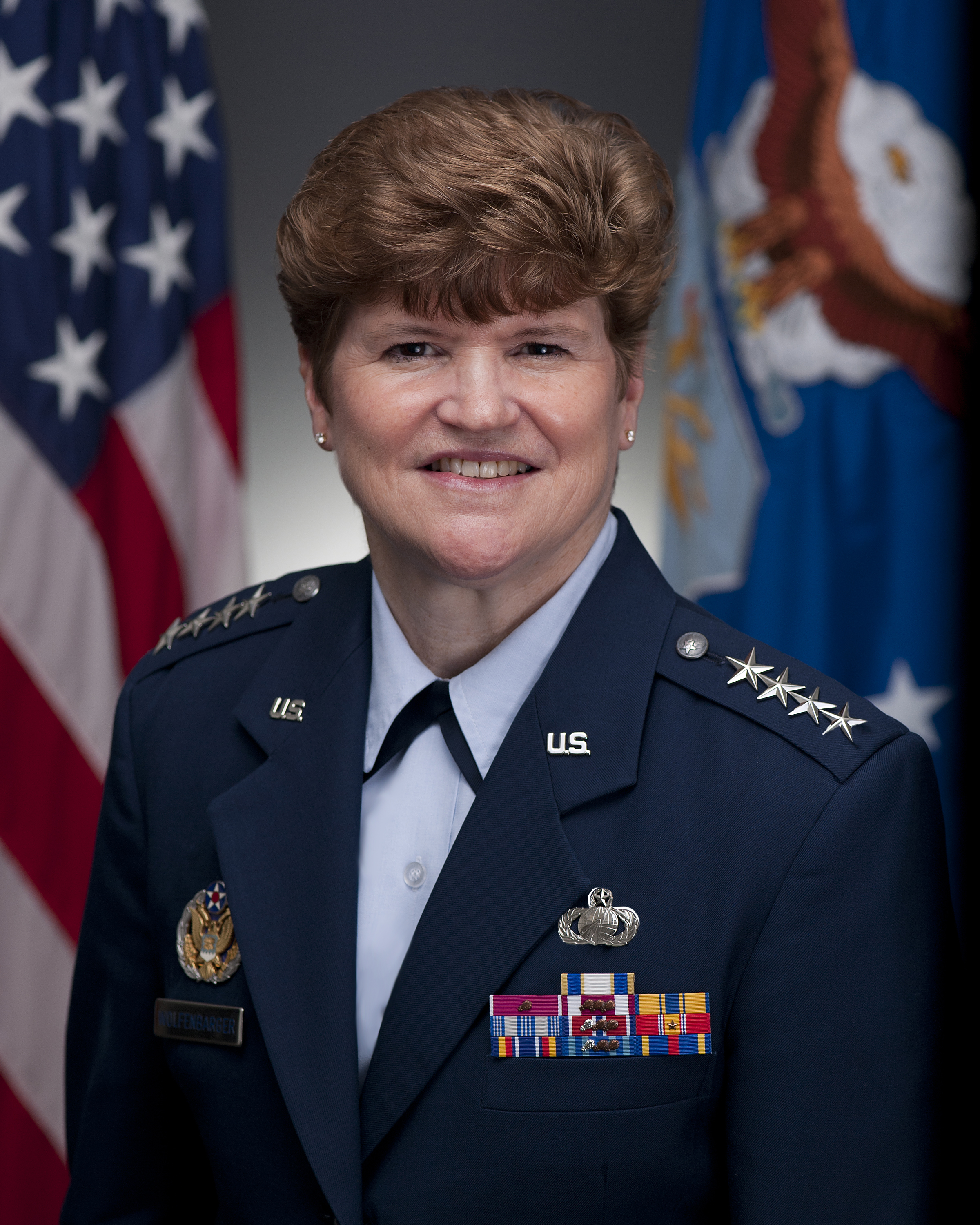
جانت ولفن بارگر اولین ژنرال زن چهار ستاره در نیروی هوایی در سال 2012.

از سال ۱۹۴۸ زنان در نیروی هوایی ایالات متحده حضور دارند و امروزه نیز زنان همچنان در آن خدمت می‌کنند.
تا سال ۲۰۲۰، ۶۹۵۶۴ زن در نیروی دریایی ایالات متحده مشغول به کار بودند که ۱۴۳۲۵ نفر به عنوان افسر خدمت می‌کردند و ۵۵۲۳۹ نفر در خدمت سربازی بودند. از میان تمام شاخه‌های ارتش ایالات متحده، نیروی هوایی بالاترین درصد نیروهای خدماتی فعال زن را دارد که ۲۱٫۱٪ از نیروی هوایی ایالات متحده را در سال ۲۰۲۰ تشکیل می‌دهند